# ارشمید ناردی
ارشمید ناردی (انگلیسی: Archimede Nardi؛ زادهٔ ۱۹ آوریل ۱۹۱۶) بازیکن فوتبال اهل ایتالیا است.
از باشگاه‌هایی که در آن بازی کرده‌است می‌توان به باشگاه فوتبال اینتر میلان، باشگاه ورزشی لاتزیو، باشگاه فوتبال سالرنیتانا، باشگاه فوتبال آ.اس. رم، باشگاه فوتبال لاتینا، و باشگاه فوتبال یووه استابیا اشاره کرد.